# Attention (NewJeans의 노래)
"Attention"은 대한민국 걸그룹 NewJeans의 데뷔 싱글이다. 이 곡의 뮤직 비디오는 2022년 7월 22일 깜짝 공개되었으며, 음원은 2022년 8월 동명 데뷔 EP의 일부로 다운로드 및 스트리밍을 통해 발매되었다. 250, Duckbay, Gigi, 그리고 그룹 멤버 다니엘이 작사, 작곡에 참여한 "Attention"은 뉴 잭 스윙 비트 위에 하우스 음악과 같은 1990년대 후반 및 2000년대 초반 음악 요소를 포함한 팝과 R&B 곡으로, 장조와 단조 코드 사이의 역동적인 조 변화를 특징으로 한다. 가사는 어린 시절의 풋풋한 사랑의 감각에 대해 다루고 있다.
음악 평론가들은 일반적으로 "Attention"의 중독성 있는 프로덕션을 호평했다. 이 싱글은 빌보드, 이즘, 음악취향Y, 뉴 뮤지컬 익스프레스, 틴 보그 등 2022년 최고의 노래 목록에 포함되었다. 상업적으로 "Attention"은 대한민국 써클 디지털 차트에서 1위를 차지했고, 빌보드 글로벌 200에서 54위에 올랐으며, 아르헨티나, 뉴질랜드, 싱가포르, 타이완, 베트남 차트에 진입했다. 이 싱글은 일본과 대한민국에서 인증을 받았다.

## 배경과 발매
7월 22일, NewJeans는 멤버들의 신원이나 그룹 콘셉트를 미리 공개하지 않은 채 "Attention"의 뮤직 비디오를 깜짝 발매했다. 같은 날 안무 영상이 공개되었고, 곧이어 두 개의 추가 싱글을 포함한 4개의 트랙이 수록될 퀸텟의 데뷔 동명 EP 발매가 발표되었다.

## 작곡
2분 58초 길이의 "Attention"은 장조와 단조 코드 사이를 전환한다. 최소한의 악기 구성으로 이루어진 이 곡은 뉴 잭 스윙과 하우스 음악의 리듬을 연상시키는 비트에서 1990년대 후반과 2000년대 초반의 팝 및 R&B 영향을 통합한다. 프로덕션에는 보컬 샘플과 박수 소리가 포함되어 있으며, 훅에는 차임벨 소리가 특징이다. 후렴에서는 다섯 멤버 모두가 보컬 하모니를 이룬다. NewJeans의 멤버 다니엘은 이 곡의 가사를 쓰는 데 참여했다.

## 평가
| 평가 점수 | 평가 점수 |
| 출처      | 점수      |
| --------- | --------- |
| 이즘      | [ 9 ]     |

장준환은 이즘에 "편안한 감상을 지향하지만 결코 지루하지 않을 것"이라며 "여러모로 데뷔의 콘셉트와 의의를 만족시킨다"고 썼다. 뉴 뮤지컬 익스프레스의 카르멘 친은 이 곡이 "그루비한 묘한 매력"을 가지고 있으며 비트를 "번잡하다"고 묘사했다.
| 출판물               | 목록                                             | 순위      | Ref.   |
| -------------------- | ------------------------------------------------ | --------- | ------ |
| 빌보드               | 2022년 최고의 K-팝 노래 25곡                     | 6         | [ 12 ] |
| CNN 필리핀           | CNN 필리핀의 2022년 가장 좋아하는 K-팝 노래 25곡 | 순서 없음 | [ 13 ] |
| 코스모폴리탄         | 2022년 최고의 K-팝 노래 15곡                     | 6         | [ 14 ] |
| 데이즈드             | 2022년 최고의 K-팝 트랙                          | 7         | [ 10 ] |
| 이즘                 | 2022년 최고의 노래 10곡                          | 순서 없음 | [ 8 ]  |
| 음악취향Y            | 2022년 최고의 노래                               | 1         | [ 15 ] |
| 뉴 뮤지컬 익스프레스 | 2022년 최고의 K-팝 노래 25곡                     | 7         | [ 16 ] |
| 틴 보그              | 2022년 최고의 K-팝 노래 79곡                     | 순서 없음 | [ 17 ] |
| 틴 보그              | 2022년 최고의 K-팝 뮤직 비디오 21편              | 순서 없음 | [ 18 ] |
| 유튜브 코리아        | 2022년 가장 인기 있는 유튜브 동영상 10위         | 2         | [ 19 ] |

### 상업적 성과
"Attention"은 빌보드의 대한민국 노래 차트에서 1위, 써클 디지털 차트에서 2위로 데뷔했다. 8월 14일~20일 차트에서 써클 디지털 차트 1위를 기록했다. 해외에서는 2022년 8월 8일자 차트에서 RMNZ 핫 싱글 26위로 데뷔했다. 글로벌 200에서 이 곡은 54위에 올랐다. 싱가포르와 베트남에서 이 곡은 11위로 데뷔했다.

## 수상
| 연도 | 시상식               | 상                                     | 결과 | Ref.   |
| ---- | -------------------- | -------------------------------------- | ---- | ------ |
| 2022 | MAMA 어워즈          | 올해의 노래                            | 후보 | [ 26 ] |
| 2022 | MAMA 어워즈          | 베스트 댄스 퍼포먼스 여자 그룹         | 후보 | [ 26 ] |
| 2023 | 써클차트 뮤직 어워즈 | 올해의 신인상 – 디지털                 | 수상 | [ 27 ] |
| 2023 | 써클차트 뮤직 어워즈 | 올해의 가수 – 글로벌 디지털 음악 (8월) | 후보 | [ 28 ] |
| 2023 | 골든 디스크 어워즈   | 디지털 본상                            | 수상 | [ 29 ] |
| 2023 | 골든 디스크 어워즈   | 디지털 대상                            | 후보 | [ 29 ] |
| 2023 | 한국대중음악상       | 올해의 노래                            | 후보 | [ 30 ] |
| 2023 | 한국대중음악상       | 최우수 K-팝 노래                       | 수상 | [ 30 ] |

| 프로그램     | 날짜            | Ref.   |
| ------------ | --------------- | ------ |
| 엠카운트다운 | 2022년 8월 18일 | [ 31 ] |
| 뮤직뱅크     | 2022년 8월 19일 | [ 32 ] |
| 쇼! 음악중심 | 2022년 8월 20일 | [ 33 ] |
| 인기가요     | 2022년 8월 21일 | [ 34 ] |
| 인기가요     | 2022년 8월 28일 | [ 35 ] |

| 상          | 날짜 (2022년) | Ref.   |
| ----------- | ------------- | ------ |
| 주간 인기상 | 8월 22일      | [ 36 ] |

## 참여 스태프
크레딧은 EP 포토북을 참고하였다.
장소
- 하이브 스튜디오에서 녹음 및 엔지니어링
- 채플 스윙 스튜디오, 밸리 글렌에서 믹싱

참여 스태프
- 250 – 프로듀서, 작곡, 기악, 프로그래밍, 보컬 디렉팅
- 덕베이 (코스모스 스튜디오, 스톡홀름) – 작곡, 작사, 백 보컬
- 지지 – 작사
- 다니엘 – 작사
- 장정우 – 보컬 디렉팅
- NewJeans – 백 보컬
- 에밀리 김 – 백 보컬
- 최혜진 – 엔지니어링
- 토니 마세라티 – 믹싱
- 데이비드 K. 영현 – 믹싱

## 차트
| 차트 (2022–2023년)             | 최고 순위 |
| ------------------------------ | --------- |
| 아르헨티나 (아르헨티나 핫 100) | 78        |
| 빌보드 글로벌 200 (빌보드)     | 54        |
| 인도네시아 (빌보드)            | 22        |
| 일본 히트시커스 (빌보드 재팬)  | 3         |
| 일본 스트리밍 (빌보드 재팬)    | 72        |
| 말레이시아 (빌보드)            | 19        |
| 뉴질랜드 핫 싱글 (RMNZ)        | 26        |
| 싱가포르 (빌보드)              | 7         |
| 싱가포르 (RIAS)                | 7         |
| 대한민국 (빌보드)              | 1         |
| 대한민국 (써클)                | 1         |
| 타이완 (빌보드)                | 25        |
| 베트남 (베트남 핫 100)         | 8         |

| 차트 (2022년)   | 최고 순위 |
| --------------- | --------- |
| 대한민국 (써클) | 1         |

| 차트 (2022년)   | 순위 |
| --------------- | ---- |
| 대한민국 (써클) | 22   |

| 차트 (2023년)   | 순위 |
| --------------- | ---- |
| 대한민국 (써클) | 9    |

| 차트 (2024년)   | 순위 |
| --------------- | ---- |
| 대한민국 (써클) | 44   |

## 인증
| 국가                                                             | 인증     | 판매량/출하량 |
| ---------------------------------------------------------------- | -------- | ------------- |
| 뉴질랜드 (RMNZ)                                                  | 골드     | 15,000        |
| 스트리밍                                                         |          |               |
| 일본 (RIAJ)                                                      | 플래티넘 | 100,000,000   |
| 대한민국 (KMCA)                                                  | 플래티넘 | 100,000,000   |
| 판매량+스트리밍을 기반으로 한 인증 · 스트리밍을 기반으로 한 인증 |          |               |

## 발매 역사
| 지역      | 날짜            | 형식                     | 레이블 | Ref           |
| --------- | --------------- | ------------------------ | ------ | ------------- |
| 여러 국가 | 2022년 7월 22일 | 뮤직 비디오              | ADOR   | [ 54 ] [ 55 ] |
| 여러 국가 | 2022년 8월 1일  | 디지털 다운로드 스트리밍 | ADOR   | [ 56 ]        |